# フライドチキン
フライドチキン（英: fried chicken）とは、鶏肉に小麦粉などからつくった衣をまぶして、食用油で揚げた料理である。

## 歴史

### 起源
鶏肉を揚げる料理の起源は古く、紀元前から鶏肉を揚げる料理は存在していた。4世紀の古代ローマの料理本『アピキウス』には、「Pullum Frontonianum」と呼ばれる揚げた鶏肉のレシピが載っている。特に、アフリカやアジアの料理に見られる。
今日のフライドチキンのスタイルは、スコットランドからアメリカ合衆国（アメリカ）に移住したアイルランド系アメリカ人によって形付けられた。スコットランドでは、鶏肉を油で揚げる技術が発展していた。ヨーロッパの料理では、昔から一般に揚げ物は労働階級や低所得者の食事とみなされてきた。これは長時間油で揚げることで、鮮度の落ちた食材や、骨や皮の多い食べづらい安価な部位が食べられるようになるという理由からである。フライドチキンには骨付きの手羽や脚まで使用されているが、これらはナイフとフォークで食べることができないため、西欧の白人社会においては出汁を取る以外では捨てる部位であった。
19世紀の南部で、フライドチキンは主に綿花などのプランテーションで働く低賃金の黒人労働者の間で普及した。ブロイラー法登場前は牛肉よりも高級品であった鶏肉は、胸肉などが白人の農園主といった富裕層に供され、骨や皮の多い部位は黒人の食卓に上がった。オーブンで焼くローストチキンと異なり、揚げるだけのフライドチキンは調理が容易で、綿実油やコーン油などの食用油が豊富にある南部では安価に調理できる料理だった。黒人だけが食べるソウルフードだったフライドチキンは、彼らが白人農園主の邸宅で調理を任されていた背景から、白人の食卓にも上るようになり、フライドチキンは南部の白人食文化にとっても欠かせない南部料理へと変化していった。そのため香辛料やハーブを使った独自のレシピが生まれた一方で、歴史的には20世紀中ごろまで、アメリカでフライドチキンは「南部の黒人奴隷の食べ物」という偏見の目で見られた。黒人のステレオタイプで、好物がフライドチキンとされるのはそこに由来する。
20世紀に入ると、フライドチキンはファーストフード文化の一部として広まった。カーネル・サンダースが1940年代に創業したケンタッキーフライドチキン（KFC、現・KFCコーポレーション）が特に有名で、フライドチキンをアメリカ全土に普及させたほか、フランチャイズとして世界各地に展開することに成功したことで、フライドチキンは世界中に広がった。各国で独自のスタイルや味付けが生まれた。現在では、フライドチキンはスパイシーな味付けなど多様なスタイルで提供されており、健康志向を意識したオーガニックやグルテンフリーの選択肢もある。

## 各国のフライドチキン

### 日本

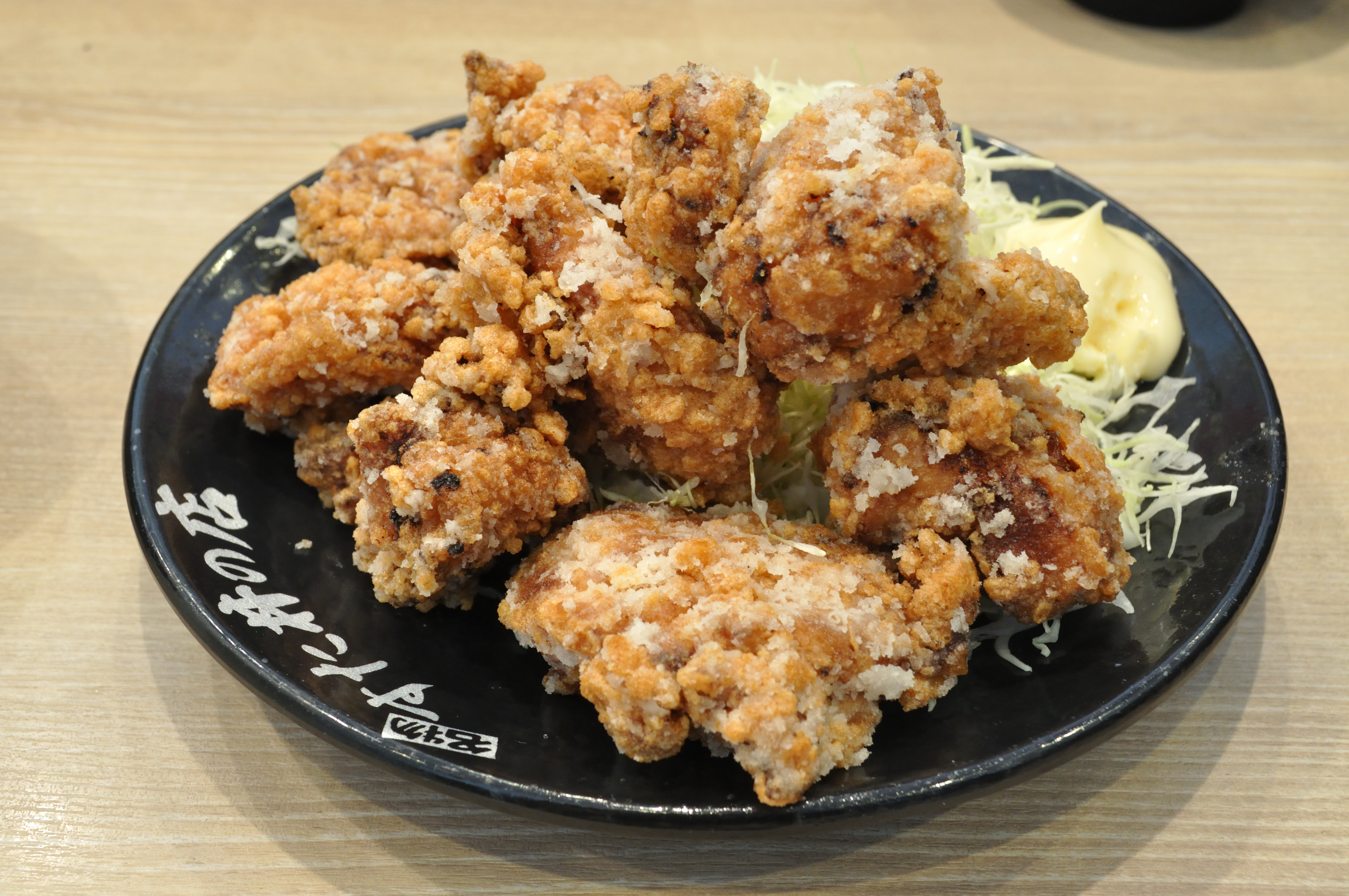
鶏のから揚げ

日本では、1747年の文献に現れたから揚げ（鶏のから揚げ）や、発祥年が不明な竜田揚げなどは、フライドチキンに類似した料理で、特に手羽先唐揚げはフライドチキンに近い料理である。ただし、フライドチキンは衣となる粉に調味料を混合するのに対し、から揚げや竜田揚げは肉に調味を施す点が異なる。
日本のフライドチキン販売は、日本ケンタッキー・フライド・チキン（KFC）がシェアを占めている。日本では鶏肉の揚げ物が食べられており、1970年の大阪万博に同店が出展し、その年の11月21日に名古屋に1号店が出店。その後は日本各地に店舗を広げていった。その後商業的にフライドチキンへ参入する会社は少なく、ロッテリアやモスバーガー、すかいらーくが参入した程度にとどまった（すかいらーくはその後撤退）。また前2者のファーストフードチェーンでもフライドチキンが主力商品になるには至っていない。そのためしばらくフライドチキン=KFCの図式は続いた。KFCによるマーケティングは多岐にわたり、まだ七面鳥が一般家庭で手に入りにくい時代にクリスマス料理として食べる風習が産まれた。
2000年代に入ると、コンビニエンスストアが続々とフライドチキン販売に参入した。2000年10月10日に沖縄ファミリーマートで骨付きのフライドチキンを発売。2004年10月には、日本本土のファミリーマートもフライドチキンを刷新した。同社社長（当時）の上田準二が伊藤忠商事在籍時に約30年に渡り畜産事業を担当したノウハウを生かし、2005年度に6,000万本を売り上げ、販売本数はKFCに続き国内2位となる。2006年には骨なしフライドチキンであるファミチキを発売。さらにローソンもフライドチキンに参入し、半年で2,000万本の売り上げを記録した。2009年には、ローソンも骨なしフライドチキンであるLチキを販売したが、こちらは社長（当時）の新浪剛史が三菱商事在籍時にKFCを担当し、社外取締役を務めた経歴を元に開発された。また、セブンイレブンも2017年からななチキを販売した。
アメリカ合衆国による沖縄統治（アメリカ世）を経た沖縄県では、もともと鶏肉を食べる習慣があまり無かったが、アメリカ人の影響を受けてフライドチキンを食べるようになり、遂にはKFCの消費量が全都道府県中1位となった。県内では米飯のおかずとしてもフライドチキンは広まっており、結婚式などの慶事やパーティの料理としても馴染み深い。KFCの店舗のない離島住民が、沖縄本島からの帰りに土産として持って帰ることもしばしばだという。

### 韓国

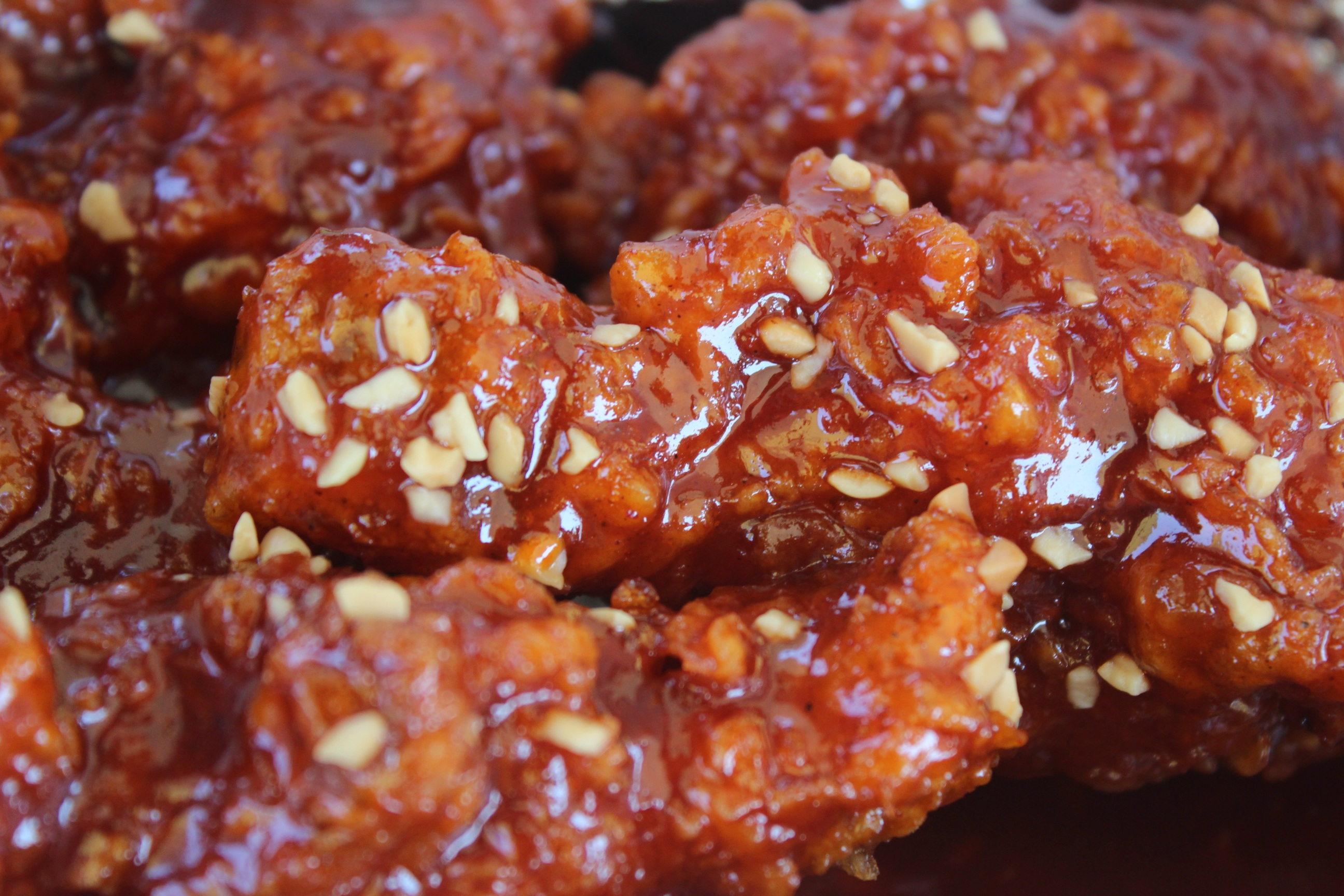
ヤンニョムチキン

大韓民国（韓国）では、チェーン店のフライドチキン店が1975年に誕生し、1980年代にヤンニョムチキンが登場するようになった。1984年にはKFCが出店するなどフライドチキンが普及した。サッカーや野球などのスポーツ観戦にはビールとフライドチキンが定番となっていて、この組み合わせはチキンと韓国語でビールの「メクチュ」の頭文字を取って「チメク」と呼ばれる。
近年では『起承転鶏（チキン）』という造語が生まれるなど、フライドチキンは韓国人にとって非常に身近な食べ物である。この言葉の意味は、公務員になるか財閥系の大企業に入る以外は、たとえ大学を卒業し就職しても最終的にはリストラに遭い、フライドチキン店を開く羽目になるという、韓国社会の現状を皮肉った若者言葉とされている（「三放世代」「ヘル朝鮮」も参照）。
2017年にはフライドチキン店が4万店以上あり、これは世界中にあるマクドナルドの店舗数3万5,429店を上回る。そのため競争が激しく2016年の統計では新たに出店した数は3,980店、閉店した店は2,973店となっている。過剰とも言えるフライドチキン店の背景には韓国の自営業率の高さが関係しており、アジア通貨危機により職を失った人達が小資本と少ない手間で出来るフライドチキン店を選んだ為である。

## 派生料理
バーバートンチキン
バーバートンチキンは、オハイオ州バーバートンに住むセルビア系移民が考案した料理。オハイオ州全体に普及している。セルビアンフライドチキンの名前でも知られる。
チキン・メリーランド
チキン・メリーランドは、バターミルクでマリネした鶏肉をフライパンで揚げた料理。クリームグレイビーと一緒に提供される場合が多い。メリーランド州が発祥地である。レシピはアメリカを越えてオーギュスト・エスコフィエのオートキュイジーヌにも現れ、大規模なレシピの変更を経てイギリスやオーストラリアの料理にも登場した。鶏肉と脂を入れたフライパンをオーブンに入れて調理する料理で、調理の大部分は基本的に「オーブンで揚げる」事になる。
ポップコーンチキン
ポップコーンチキンは、骨無しの鶏肉を衣を付けて揚げた一口サイズの料理。名称の由来はポップコーンから。
チキン・アンド・ワッフル
チキン・アンド・ワッフルは、朝食と夕食にアメリカ南部以南のソウルフードレストランで提供される伝統的な料理。
ホットチキン
ホットチキンは、鶏肉をラードとカイエンペッパーのペーストでコーティングしてフライパンで揚げた料理。テネシー州ナッシュビルで良く食べられる。
香鶏排
香鶏排（繁: 香雞排 / 簡: 香鸡排）は中華民国(台湾)のフライドチキン。日本では『台湾唐揚げ』の名前で売られていることが多い。唐揚げのように肉にも味付けしてあるが、フライドチキンのように衣にも味がついている。
油淋鶏
油淋鶏（ユーリンチ）は中華料理の一種で、四川省や広東省では茹でた鶏肉を使うが、台湾や日本では衣をつけて揚げた鶏肉を用いる。
チキン南蛮
小麦粉と溶き卵の衣で揚げた鶏肉を甘酢に漬けた料理。日本の宮崎県で考案された。
チキンカツ
鶏肉に小麦粉、溶き卵、パン粉をまぶして、多量の食用油脂を用いて揚げた料理。「豚カツ」・「牛カツ」の素材を鶏肉（チキン）とした日本の料理。

## その他
- 骨付きのフライドチキンでは、食べる際に手が汚れないように（そして骨の断面が見えないように）、持ち手となる骨の先端の部分にマンシェット（「チャップ花」、「ターキー花」、「ペーパーフリル」）が取り付けられることもある[16]。
- 養鶏業が盛んなジョージア州ゲインズビルは1961年より手づかみ以外でフライドチキンを食べることを禁じる条例があり[17]、2009年には実際に観光客がナイフとフォークを使って食したために逮捕された[18]。